# 嬉野市立大野原小中学校
嬉野市立大野原小中学校（うれしのしりつ おおのはらしょうちゅうがっこう）は、佐賀県嬉野市嬉野町大字岩屋川内丙にある市立の小・中併設校。別名「大野原高原学園」。

## 概要
歴史
小学校は1875年（明治8年）創立。中学校は1947年（昭和22年）の学制改革の際に新制中学校として発足。数回の改組・改称を経て、現校名になったのは2006年（平成18年）。小学校は2025年（令和7年）に創立150周年を、中学校は2027年（令和9年）に創立80周年を迎える。
校章
中央に校名の頭文字「大」を配している。
校歌
1961年（昭和36年）制定。小中共通の校歌である。作詞は湯下誠一郎、作詞は陶山聡による。歌詞は3番まであり、各番の歌詞中に校名の「大野原」が登場する。
校区
嬉野市嬉野町のうち「大野原、上岩屋のうち鹿谷地区」。なお、隣接した長崎県東彼杵郡東彼杵町遠目郷からの越境通学が認められている。

## 沿革
- 1875年（明治8年）3月 - 前田津嘉衛の私宅を校舎として「大野原小学校」が創立。
- 1878年（明治11年）3月 - 長崎県彼杵郡千綿村（現・長崎県東彼杵郡東彼杵町）の太の浦郷・遠目郷と共同で一宮神社の境内に新校舎を建築。統合により、「嬉野小学校 大野原分校」となる。
- 1883年（明治16年）- 「中等公立嬉野小学校 大野原分校」に改称。
- 1887年（明治20年）- 小学校令の施行により、「尋常嬉野小学校 大野原分校」に改称。
- 1889年（明治22年）4月1日 - 町村制の施行により、藤津郡の下野村と岩屋川内村が合併し、東嬉野村が発足。
- 1892年（明治25年）4月 - 「嬉野尋常小学校 大野原分校」に改称。
- 1894年（明治27年）1月 - 移管により、「岩屋尋常小学校 大野原分校」に改称。
- 1902年（明治35年）4月 - 「岩屋尋常小学校 大野原分教場」に改称。
- 1907年（明治40年）4月 - 「東嬉野尋常高等小学校 大野原分教場」に改称。尋常科4年生までの児童を収容。東西嬉野学校組合が解散され、東嬉野村立の小学校となる。
- 1909年（明治42年）4月 - 現在地に校舎を改築し移転を完了。改正小学校により、尋常科5・6年を新設。
- 1912年（明治45年）- 東嬉野尋常高等小学校から分離の上、「大野原尋常小学校」として独立。校区に上岩屋の鹿谷を加える。
- 1913年（大正2年）4月 - 1教室を増築。
- 1919年（大正8年）9月 - 大野原農業補習学校が併置される。
- 1926年（大正15年）6月 - 併置の農業補習学校が青年訓練所充当となる。後に「大野原公民学校」に改称。
- 1933年（昭和8年）4月1日 - 東嬉野村が嬉野町に合併されたことにより、嬉野町立となる。
- 1935年（昭和10年）6月 - 青年学校令の施行により、併置の公民学校が廃止され、嬉野町実業青年学校大野原分校となる。
- 1941年（昭和16年）4月1日 - 国民学校令の施行により、「嬉野町大野原国民学校」に改称。尋常科を初等科に改める。
- 1943年（昭和18年）4月 - 高等科を併置。
- 1947年（昭和22年）4月1日 - 学制改革が行われる。
  - 大野原国民学校初等科が新制小学校「嬉野町立大野原小学校」に改組・改称。
  - 大野原国民学校高等科が青年学校普通科とともに「嬉野町立大野原中学校」に改組・改称。小学校に併設。
- 1949年（昭和24年）8月 - 小中合同で野原に茶畑を設置。
- 1952年（昭和27年）1月 - 1教室を増築。
- 1961年（昭和36年）
  - 3月 - 校歌を制定。
  - 6月 - 特別教室が完成。
- 1964年（昭和39年）9月 - ミルク給食が開始。
- 1967年（昭和42年）
  - 2月 - 完全給食を開始。
  - 10月 - 校舎改築工事により、運動場が使用不可のため、大野原実弾射撃場で体育大会を実施。
- 1968年（昭和43年）
  - 2月 - 積雪のため、7日間臨時休校とする。60年ぶりの大雪で、グラウンドに1.2m積雪。
  - 3月 - 自衛隊竹松部隊により校門横の丘が整地され、校舎が完成。
- 1975年（昭和50年）12月 - 体育館が完成。
- 2006年（平成18年）1月1日 - 市町村合併により、「嬉野市立大野原小中学校」（現校名）に改称。

## 交通
最寄りのバス停留所
- 乗り合いタクシー 大野原線「大野原」停留所

最寄りの幹線道路
- 長崎県道・佐賀県道6号大村嬉野線

## 周辺
- 大野原コミュニティセンター
- 大野原のクワノキ
- 一宮神社
- 岩屋川内川

## 参考資料
- 「嬉野町史 下巻」（1979年（昭和54年）11月, 嬉野町史編さん執筆委員会）p.347～p.348, p.699～p.700